# Gariana
Gariana ist eine osttimoresische Aldeia im Suco Vatuvou (Verwaltungsamt Maubara, Gemeinde Liquiçá). 2015 lebten in der Aldeia 515 Menschen.

## Geographie
Gariana liegt im Südosten des Sucos Vatuvou. Nördlich liegt die Aldeia Lebucailiti, nordwestlich die Aldeia Lissa-Ico und westlich die Aldeia Mau-Ubu. Im Süden und Osten grenzt Gariana an das Verwaltungsamt Liquiçá mit seinem Suco Leotala. Eine Straße führt zum Hauptort Gariana und verbindet ihn mit der Gemeindehauptstadt Vila de Liquiçá im Norden. Entlang der Ostgrenze fließt der Fluss Manobira, der zum System des Lóis gehört.
Die Besiedlung besteht aus weit verstreuten Häusern, die sich im Mittelteil der Aldeia verteilen. Der Sitz der Aldeia befindet sich im Norden, die Grundschule Gariana im Süden.

## Geschichte
1999 versuchten pro-indonesische Milizen (Wanra) die Stimmung vor dem Unabhängigkeitsreferendum am 30. August mit Gewalt zu beeinflussen. Am 15. Februar griff die Miliz Besi Merah Putih (BMP) Vatuvou und Guiço an. Vatuvou wurde praktisch entvölkert. Fast 2700 Flüchtlinge aus Vatuvou und Maubara versammelten sich im März in Gariana.

## Politik
2023 wurde Julio de J. Nunes zum Chefe de Aldeia gewählt.